# Илячево
Иля́чево (баш. Иләс) — деревня в Хайбуллинском районе Башкортостана, входит в Новозирганский сельсовет.

## Географическое положение
Расстояние до:
- районного центра (Акъяр): 12 км,
- центра сельсовета (Новый Зирган): 6 км,
- ближайшей ж/д станции (Сара): 67 км.

## Население
| 2002 | 2010 |
| ---- | ---- |
| 402  | ↘359 |

Национальный состав
Согласно переписи 2002 года, преобладающая национальность — башкиры (100 %).

## Религия
В деревне есть мечеть.

## Известные уроженцы
- Крымгужин, Гильметдин Сайфетдинович (1 июля 1927 года — 1 февраля 1991 года) — бригадир тракторной бригады, Герой Социалистического Труда.